# Greatest Hits (Dido-Album)
Greatest Hits (englisch für ‚Größte Hits‘) ist ein Best-of-Album der britischen Sängerin Dido. Es wurde am 22. November 2013 über das Label RCA Records veröffentlicht. Das Album beinhaltet alle Solo-Singles in chronologischer Reihenfolge, sowie drei Kollaborationen und ein neues Lied (NYC).

## Titelliste
| Nr.          | Titel                                                                   | Autor(en)                                                         | Produzenten                              | Länge   |
| ------------ | ----------------------------------------------------------------------- | ----------------------------------------------------------------- | ---------------------------------------- | ------- |
| 1.           | Here with Me (aus No Angel)                                             | Dido Armstrong, Paul Statham, Pascal Gabriel                      | Dido, Rick Nowels                        | 4:16    |
| 2.           | Thank You (aus No Angel)                                                | Dido, P. Herman                                                   | Rollo Armstrong, Dido                    | 3:37    |
| 3.           | Hunter (aus No Angel)                                                   | Dido, Rollo Armstrong                                             | Dido, Rick Nowels                        | 3:57    |
| 4.           | White Flag (aus Life for Rent)                                          | Dido, Rollo Armstrong, Rick Nowels                                | Dido, Rick Nowels, John ‘P*Nut’ Harrison | 4:01    |
| 5.           | Life for Rent (aus Life for Rent)                                       | Dido, Rollo Armstrong                                             | Rollo Armstrong, Dido                    | 3:42    |
| 6.           | Don’t Leave Home (aus Life for Rent)                                    | Dido, Rollo Armstrong                                             | Rollo Armstrong, Dido, Mike Hedges       | 3:48    |
| 7.           | Sand in My Shoes (aus Life for Rent)                                    | Dido, Rick Nowels                                                 | Dido, Rick Nowels                        | 5:00    |
| 8.           | Don't Believe in Love (aus Safe Trip Home)                              | Dido, Rollo Armstrong, Jon Brion                                  | Jon Brion                                | 3:54    |
| 9.           | Quiet Times (aus Safe Trip Home)                                        | Dido                                                              | The Ark, Dido                            | 3:18    |
| 10.          | Grafton Street (aus Safe Trip Home)                                     | Dido, Rollo Armstrong, Brian Eno                                  | The Ark, Dido                            | 5:56    |
| 11.          | Everything to Lose (aus Sex and the City 2)                             | Dido, Rollo Armstrong, Ayalah Bentovim                            | Rollo Armstrong, Dido, Sister Bliss      | 4:33    |
| 12.          | Let Us Move On (feat. Kendrick Lamar, aus Girl Who Got Away)            | Dido, Rollo Armstrong, Jeff Bhasker, Kendrick Lamar, Pat Reynolds | Rollo Armstrong, Dido                    | 4:11    |
| 13.          | No Freedom (aus Girl Who Got Away)                                      | Dido, Rick Nowels                                                 | Rollo Armstrong, Dido, Rick Nowels       | 3:17    |
| 14.          | End of Night (aus Girl Who Got Away)                                    | Dido, Greg Kurstin                                                | Greg Kurstin                             | 3:59    |
| 15.          | One Step Too Far (Radio Edit) (Faithless feat. Dido, aus Outrospective) | Dido, Rollo Armstrong, Ayalah Bentovim, Maxi Jazz                 | Rollo Armstrong, Sister Bliss            | 3:26    |
| 16.          | Stan (Eminem feat. Dido, aus The Marshall Mathers LP)                   | Dido, P. Herman, Marshall Mathers                                 | The 45 King, Eminem                      | 6:45    |
| 17.          | If I Rise (mit A.R. Rahman, aus 127 Hours)                              | Dido, Rollo Armstrong, A.R. Rahman                                | A.R. Rahman                              | 4:39    |
| 18.          | NYC (zuvor unveröffentlicht)                                            | Dido, Rollo Armstrong, Daisy Armstrong, Greg Kurstin              | Greg Kurstin                             | 4:01    |
| Gesamtlänge: | Gesamtlänge:                                                            | Gesamtlänge:                                                      | Gesamtlänge:                             | 1:16:21 |

| Nr. | Titel                                                         | Autor(en)                          | Produzenten           | Länge |
| --- | ------------------------------------------------------------- | ---------------------------------- | --------------------- | ----- |
| 1.  | Here with Me (Chillin’ with the Family Mix)                   |                                    |                       | 5:16  |
| 2.  | Thank You (Deep Dish Radio Edit)                              |                                    |                       | 4:11  |
| 3.  | Hunter (M J Cole Remix)                                       |                                    |                       | 6:08  |
| 4.  | White Flag (Timbaland Remix)                                  |                                    |                       | 3:30  |
| 5.  | Life for Rent (Skinny 4 Rent Mix)                             |                                    |                       | 4:55  |
| 6.  | Sand in My Shoes (Above & Beyond Radio Edit)                  |                                    |                       | 3:21  |
| 7.  | Don’t Leave Home (Gabriel & Dresden Radio Mix)                |                                    |                       | 4:14  |
| 8.  | Don’t Believe in Love (Dennis Ferrer’s Objektivity Radio Mix) |                                    |                       | 4:32  |
| 9.  | No Freedom (DJ Cobra Mix)                                     | Dido, Rick Nowels                  | Peter Agyagos         | 6:20  |
| 10. | End of Night (Cedric Gervais Remix)                           |                                    |                       | 5:53  |
| 11. | Go Dreaming (Mantronix Remix)                                 | Dido, Rollo Armstrong, Rick Nowels | Rollo Armstrong, Dido | 4:31  |
| 12. | Blackbird (Moguai Remix)                                      | Dido, Rollo Armstrong              | Rollo Armstrong, Dido | 6:46  |
| 13. | Northern Skies (Rollo Remix)                                  | Dido, Rollo Armstrong              | The Ark, Dido         | 5:53  |

## Rezeption
Natalie Cada von Plattentests.de empfand die Zusammenstellung als zu traurig, lobte aber das neue Stück NYC und die Remixe der Deluxe Edition. Sie vergab sechs von zehn Punkten. Pip Ellwood-Hughes von Entertainment Focus war der Meinung, das Album beginne gut, zeige aber auch warum Didos Popularität gesunken sei. Er lobte ebenfalls die Remixe, die Didos Songs einen anderen Sound verleihen würden. Joseph Arellano vom Seattle Post-Intelligencer lobte den Klang und die Abmischung. Das Album ist für ihn aber auch ein gutes Beispiel, warum weniger manchmal mehr ist. Dennoch sei es ein gutes Album, wenn man bereits wäre die letzten drei wenig künstlerischen Songs zu überspringen.

## Kommerzieller Erfolg

### Chartplatzierungen
| ChartsChartplatzierungen     | Höchstplatzierung | Wochen |
| ---------------------------- | ----------------- | ------ |
| Schweiz (IFPI)               | 57 (2 Wo.)        | 2      |
| Vereinigtes Königreich (OCC) | 27 (6 Wo.)        | 6      |

### Auszeichnungen für Musikverkäufe
| Land/Region                  | Auszeichnungen für Musikverkäufe (Land/Region, Auszeichnung, Verkäufe) | Verkäufe |
| ---------------------------- | ---------------------------------------------------------------------- | -------- |
| Neuseeland (RMNZ)            | Gold                                                                   | 7.500    |
| Vereinigtes Königreich (BPI) | Silber                                                                 | 60.000   |
| Insgesamt                    | 1× Silber · 1× Gold ·                                                  | 67.500   |

Hauptartikel: Dido (Sängerin)/Auszeichnungen für Musikverkäufe